# Dennis Bergkamp
Dennis Bergkamp (* 10. května 1969, Amsterdam) je bývalý nizozemský fotbalový útočník. Tento výborný útočník prošel kluby Ajax Amsterdam, Inter Milán a Arsenal Londýn a nastoupil k 79 zápasům za nizozemskou reprezentaci, v nichž vstřelil 37 branek. Pelé ho roku 2004 zařadil mezi 125 nejlepších žijících fotbalistů. V letech 1991 a 1992 získal ocenění nizozemský fotbalista roku.

## Klubová kariéra
Dennis Bergkamp nastoupil ve svých 12 letech do známé mládežnické akademie Ajaxu. První mistrovský zápas za Ajax si zahrál 14. prosince 1986 proti Rodě Kerkrade. V sezóně 86/87 nastoupil ke 14 zápasům, zahrál si i finále Poháru vítězů pohárů proti Lipsku, ve kterém Ajax triumfoval po vítězství 1:0.
V následujících letech získal s Ajaxem jeden mistrovský titul, dvakrát nizozemský fotbalový pohár a jednou Pohár UEFA. Třikrát za sebou (v sezónách 1990/91 [25 gólů], 1991/92 [24 gólů] a 1992/93 [26 gólů]) se stal nejlepším střelcem nizozemské ligy, když v těchto třech ročnících nastřílel dohromady 75 gólů. Dvakrát se stal nejlepším fotbalistou Nizozemska (v letech 1992 a 1993).
V roce 1993 Bergkamp přestoupil do Interu Milán, kde však odehrál dvě nepovedené sezóny, v nichž vstřelil pouhých 11 branek. S Interem vyhrál v roce 1994 podruhé v kariéře Pohár UEFA.
V červnu 1995 přestoupil do londýnského Arsenalu. Za něj debutoval 19. srpna v zápase proti Middlesbrough, prvního gólu se dočkal až v sedmém zápase proti Southamptonu.
S Arsenalem získal dvakrát double (vítězství v Premier League a FA Cupu), další mistrovský titul přidal v roce 2004 a další dva triumfy v FA Cupu v letech 2003 a 2004.
Během svého angažmá v Arsenalu se stal oblíbencem fanoušků, odehrál tu 11 sezón a za „Kanonýry“ ve 424 zápasech nastřílel 120 gólů a dalších 166 připravil.

## Reprezentační kariéra
V národním týmu Nizozemska poprvé nastoupil 26. září 1990 proti Itálii.
Startoval na všech významných mezinárodních akcí 90. let (EURO 92 a 96 a MS 94 a MS 98) a také na domácím EURU v roce 2000. Do historie se zapsal především vítězným gólem na MS 1998 ve Francii ve čtvrtfinále proti Argentině, který vsítil v poslední minutě zápasu.
Za Nizozemskou reprezentaci odehrál 79 utkání, v nichž vstřelil 37 branek.
V anketě Zlatý míč pro nejlepšího fotbalistu Evropy skončil Bergkamp v roce 1992 na druhém a v roce 1993 na třetím místě.
Svůj poslední zápas odehrál 22. července 2007 na novém stadionu Arsenalu Emirates Stadium. Jeho rozlučku obstaraly Arsenal a Ajax Amsterdam. V utkání se představili hráči současných týmů, ale také hvězdy let minulých jako například Johann Cruyff, Frank Rijkaard nebo Marco van Basten.

## Rodina
Bergkamp je ženatý, se svou manželkou má tři dcery a jednoho syna.

## Aerofobie
Bergkampova kariéra byla poznamenána tím, že odmítal cestovat letadlem. Aerofobie se u něj vyvinula v roce 1994, když byl let holandské reprezentace zrušen kvůli žertování jednoho novináře o bombě v kufru. Od té doby se Bergkamp přesunoval k zápasům pouze automobilem nebo vlakem; často kvůli tomu zmeškal zápas nebo k němu nastoupil příliš unavený, aby podal optimální výkon.

## Statistika

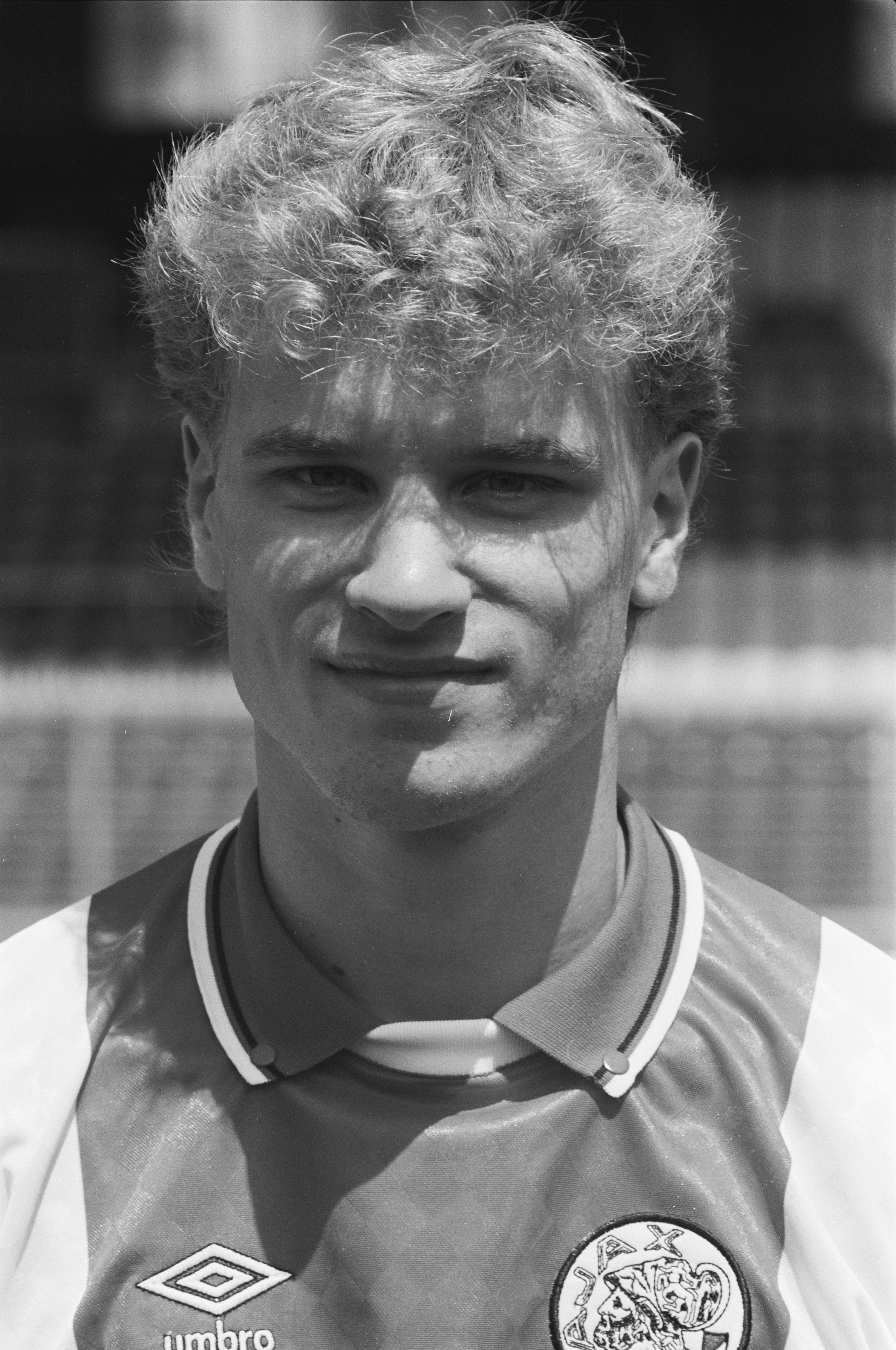
Bergkamp v Ajaxu (1989)

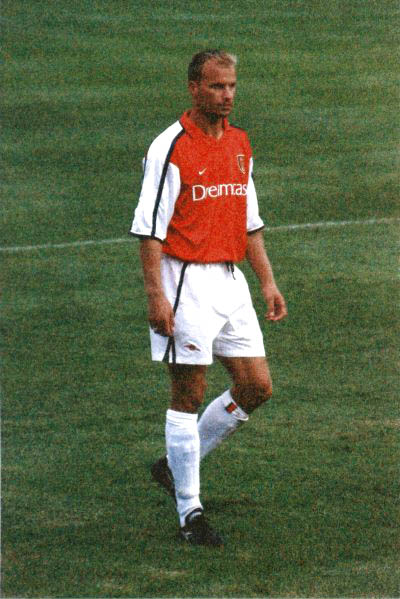
Bergkamp v Arsenalu (2001)

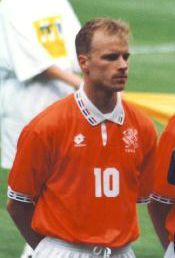
Bergkamp na ME 1996

| Sezóna    | Klub / reprezentace | Zápasy | Góly |
| --------- | ------------------- | ------ | ---- |
| 1986/87   | Ajax                | 14     | 2    |
| 1987/88   | Ajax                | 25     | 5    |
| 1988/89   | Ajax                | 30     | 13   |
| 1989/90   | Ajax                | 25     | 8    |
| 1990/91   | Ajax                | 33     | 25   |
| 1991/92   | Ajax                | 30     | 24   |
| 1992/93   | Ajax                | 28     | 26   |
| 1993/94   | Inter Milán         | 31     | 8    |
| 1994/95   | Inter Milán         | 21     | 3    |
| 1995/96   | Arsenal             | 33     | 11   |
| 1996/97   | Arsenal             | 29     | 12   |
| 1997/98   | Arsenal             | 28     | 16   |
| 1998/99   | Arsenal             | 29     | 12   |
| 1999/00   | Arsenal             | 28     | 6    |
| 2000/01   | Arsenal             | 25     | 3    |
| 2001/02   | Arsenal             | 33     | 9    |
| 2002/03   | Arsenal             | 29     | 4    |
| 2003/04   | Arsenal             | 28     | 4    |
| 2004/05   | Arsenal             | 30     | 8    |
| 2005/06   | Arsenal             | 24     | 2    |
| 1990–2000 | Nizozemsko          | 79     | 37   |